# إيباكيليكي هولريش
إيباكيليكي هولريش (بالفرنسية: Ibakeleki Hulrich) (ولد في 31 ديسمبر 2001 في الكاميرون) لاعب كرة قدم كاميروني يجيد اللعب في مركز الوسط المهاجم وبدرجة أقل الوسط المدافع. يلعب حاليا لصالح الشباب البحريني منذ 2020.

## المسيرة الرياضية

### الأندية
بدأ هولريش مسيرته الرياضية في نادي باميندا الكاميروني. في موسمه الأول 2019 وفي بطولة دوري الدرجة الأولى ساهم في احتلال فريقه المركز الثامن في المجموعة الأولى برصيد 19 نقطة من 16 مباراة بفارق نقطة واحدة عن منطقة الأمان فانتقل إلى دوري الهبوط السداسي حيث احتل في نهاية المطاف المركز الرابع برصيد 7 نقاط من 5 مباريات بفارق نقطة واحدة عن منطقة الأمان وبالتالي الهبوط إلى الدرجة الثانية. ولكن بسبب الأزمة المالية التي عصفت بأستريس وعدم حصوله على الرخصة للمشاركة فقد تقرر عدم صعود أستريس والإبقاء على باميندا في الدرجة الأولى.
في موسمه الثاني والأخير 2019-2020 وفي بطولة دوري الدرجة الأولى ساهم في حصد فريقه 47 نقطة من 28 مباراة وقبل نهاية البطولة بست جولات وبسبب انتشار جائحة كورونا قرر الاتحاد الكاميروني لكرة القدم إلغاء المباريات المتبقية وتتويج باميندا باللقب وبالتالي التأهل إلى دوري أبطال أفريقيا وليحقق هولريش أولى بطولاته الشخصية.
في 1 نوفمبر 2020 انتقل هولريش من باميندا إلى الشباب البحريني في صفقة انتقال حر. في موسمه الأول 2020-2021 وفي بطولة دوري الدرجة الثانية ساهم في احتلال فريقه المركز السادس برصيد 28 نقطة من 18 مباراة بفارق 10 نقاط عن منطقة الصعود. وفي بطولة كأس ملك البحرين خرج فريقه من الجولة الأولى عندما خسر من المنامة بركلات الترجيح في الدور الثمن النهائي. وفي بطولة كأس الاتحاد البحريني فشل فريقه في الصعود إلى الدور النصف النهائي بعدما احتل المركز الثالث في المجموعة الأولى برصيد 5 نقاط من 4 مباريات بفارق 5 نقاط عن المتصدر الرفاع الشرقي.
في موسمه الثاني 2021-2022 وفي بطولة دوري الدرجة الثانية ساهم في تتويج فريقه بالبطولة بعدما تصدر الترتيب برصيد 42 نقطة من 18 مباراة ليصعد إلى الدرجة الممتازة وليحقق هولريش ثاني بطولاته الشخصية. وفي بطولة كأس ملك البحرين خرج فريقه من الجولة الأولى عندما خسر من البحرين بركلات الترجيح في الدور التمهيدي. وفي بطولة كأس الاتحاد البحريني فشل فريقه في الصعود إلى الدور النصف النهائي.

## الإنجازات
- باميندا
  - دوري الدرجة الأولى (1): 2019-2020
- الشباب
  - دوري الدرجة الثانية (1): 2021-2022